# Revolución de los troncos
La revolución de los troncos (en serbocroata: Balvan revolucija / Балван револуција) fue una insurrección que se inició el 17 de agosto de 1990 en zonas de la República de Croacia con una importante población de etnia serbia. Pasó un año entero de tensión, incluyendo escaramuzas menores, antes de que estos acontecimientos se convirtieran en la Guerra de la Independencia de Croacia.

## Antecedentes
En el período previo a las primeras elecciones libres en abril y mayo de 1990, las relaciones étnicas entre croatas y serbios en la República de Croacia se convirtieron en un tema de debate político.
Los serbios locales del pueblo de Berak levantaron barricadas para interrumpir las elecciones. Durante el acto de transición de gobierno de las antiguas a las nuevas autoridades de Croacia, el Ejército Popular Yugoslavo (JNA) organizó una "maniobra militar regular" en la que se desplegó un regimiento de paracaidistas en el aeropuerto de Pleso, lo que se tomó como una amenaza implícita. El 14 de mayo de 1990, las armas de la Defensa Territorial (TO) de Croacia fueron retiradas por el Ejército, impidiendo la posibilidad de que Croacia tuviera sus propias armas como se hizo en Eslovenia. Según Borisav Jović, entonces presidente de Yugoslavia, esta acción se realizó a instancias de la República de Serbia. Esta acción dejó a Croacia extremadamente vulnerable a la presión de Belgrado, cuyos dirigentes comenzaron a intensificar sus presiones a las fronteras de Croacia.
En un acto de protesta, la parte militante de los serbios croatas en algunas zonas en las que formaban mayoría empezó a rechazar la autoridad del nuevo gobierno croata y a partir de principios de 1990 celebró varias reuniones y concentraciones públicas en apoyo de su causa y en protesta contra el nuevo gobierno. Estas protestas eran en apoyo del nacionalismo serbio, de una Yugoslavia centralizada y de Milošević .
En junio y julio de 1990, los representantes serbios de Croacia rechazaron abiertamente las enmiendas propuestas por el nuevo gobierno a la Constitución de la República Eslovaca de Croacia, que cambiaban el nombre de la república e introducían nuevos símbolos estatales. La población serbia los asoció con los símbolos del Estado Independiente de Croacia, aliado de los nazis durante la Segunda Guerra Mundial, aunque el damero croata es un símbolo histórico que ya figuraba oficialmente en el emblema de la República Socialista de Croacia dentro de Yugoslavia.
En el verano de 1990, el proceso de disolución estaba en curso, con el gobierno croata implementando políticas que fueron consideradas de naturaleza abiertamente nacionalista y antiserbia, como la eliminación de la escritura cirílica serbia de la correspondencia en las oficinas públicas. A finales de la década de 1980, se habían publicado varios artículos en Serbia sobre el peligro de que el cirílico fuera completamente reemplazado por el latín, poniendo así en peligro lo que se consideraba un símbolo nacional serbio.
A medida que aumentaban las tensiones y la guerra se hacía más inminente, los serbios de las instituciones públicas se vieron obligados a firmar "hojas de lealtad" al nuevo gobierno croata, y la negativa a hacerlo resultó en el despido inmediato. La política fue especialmente notoria en el Ministerio del Interior, ya que algunos de los serbios que trabajaban allí fueron arrestados por apoyar a la Milicia Krajina, también conocida como Policía de Martić . También se presionó a intelectuales serbios como Jovan Rašković, que promovió las ideas de la Gran Serbia.

## Bloqueos
Dirigidos por Milan Babić y Milan Martić, los serbios locales proclamaron la Región Autónoma Serbia de Krajina en agosto de 1990 y comenzaron a bloquear las carreteras que conectaban Dalmacia con el resto de Croacia. El bloqueo se hizo principalmente con troncos cortados de los bosques cercanos, por lo que el acontecimiento fue apodado la "Revolución de los troncos". Los organizadores se armaron con armas ilegales suministradas por Martić. Al tratarse de una acción planificada, programada durante la temporada de vacaciones de verano y que cortaba los lazos terrestres con la popular región turística de Dalmacia, se produjo un gran daño económico al turismo croata.
La revuelta fue explicada por los serbios con palabras como que estaban "aterrorizados [por el gobierno croata]" y que "[luchaban por] más derechos culturales, lingüísticos y educativos". El periódico serbio "Večernje Novosti" escribió que "2.000.000 de serbios [estaban] dispuestos a ir a Croacia a luchar". Los diplomáticos occidentales comentaron que los medios de comunicación serbios estaban encendiendo las pasiones y el gobierno croata dijo: "Conocían el escenario para crear confusión en Croacia..." 
Al parecer, las escaramuzas menores de la revolución de los troncos causaron una baja policial: en la noche del 22 al 23 de noviembre de 1990, un coche de la policía croata fue tiroteado en una colina cerca de Obrovac y uno de los policías, Goran Alavanja, de 27 años, murió de siete heridas de bala. En el incidente estuvieron implicados tres policías de etnia serbia que, al parecer, fueron tiroteados por un único pistolero serbio rebelde, pero el asesinato nunca se resolvió oficialmente. Las pruebas circunstanciales apuntan a que un grupo dirigido por Simo Dubajić perpetró el asesinato.
En otro incidente anterior cerca de Petrinja, otro policía croata, Josip Božićević, recibió un disparo con un arma de fuego en la noche del 28 de septiembre de 1990,  y un memorando filtrado del Ministerio del Interior lo clasificó como una víctima mortal.
El 21 de diciembre de 1990, los municipios de Knin, Benkovac, Vojnić, Obrovac, Gračac, Dvor y Kostajnica aprobaron el "Estatuto de la Región Autónoma Serbia de Krajina ".
Entre agosto de 1990 y abril de 1991 se informó de más de doscientos incidentes armados en los que participaron los rebeldes serbios y la policía croata.

## Consecuencias
Las hostilidades abiertas de la Guerra de Independencia de Croacia comenzaron en abril de 1991.
Como parte de su acuerdo con la fiscalía, en 2006 Milan Babić testificó contra Martić durante su juicio ante el Tribunal Penal Internacional para la ex Yugoslavia, diciendo que Martić "lo engañó para que aceptara la revolución de los troncos". También testificó que toda la guerra en Croacia fue "responsabilidad de Martić, orquestada por Belgrado ". Ambos fueron condenados por la limpieza étnica de croatas y otros no serbios de Krajina.